# 사타충의
사타충의(沙吒忠義, 7세기? ~ 707년)는, 중국 측천무후 시대의 백제계 무장으로 경룡의 변에 가담했다가 패배하고 사망했다.
만세통천 원년(696년), 거란의 수령으로 무주로부터 기미주 송막도독(松漠都督)이라는 관직을 받은 이진충이 그의 처남으로 기미주 귀성주자사였던 손만영과 함께 무주에 맞서 봉기하여, 무주의 영주도독 조문홰를 죽이고 영주를 점령했다. 이후 그는 스스로 카간이라 칭하며 무주에 반기를 들고 하북 지역을 침략하여 무주의 군대를 여러 번 격파했다. 
697년 4월, 무측천은 우금오위대장군 무의종을 신병도행군대총관으로, 우표도위장군 하가밀과 함께 군사를 이끌고 다시 거란을 공격하게 하였다. 5월, 누사덕이 청변도부대총관으로 임명되었고, 우무위위장군이었던 사타충의는 그 전군(선봉대)의 총관으로 임명되어 20만 병력을 이끌고 거란을 공격했다. 이때, 사타충의는 빈산군개국공(濱山郡開國公)에서 성국공(郕国公)으로 승진하였고, 후에 우금오위장군으로 옮겼다. 6월, 돌궐 제2제국의 카간 묵철(카파간 카간)이 무주의 요청에 응해 거란을 공격했다. 손만영은 패배하여 죽고, 거란의 봉기는 진압되었다.
당 왕조가 복벽된 뒤인 중종 중종 신룡 2년(706년), 돌궐의 묵철은 영주 명사현(鸣沙县)을 공격했다. 당시 삭방도대총관(영무군대총관이라고도 한다)이었던 사타충의가 이에 맞서 싸웠으나 패하였다. 이 전투에서 당군 6,000명 이상이 사망했고, 사타충의는 파직되었다.  톤유쿠크 비문에는 '차차 셍귄'(사타 장군)으로 표기되어 있다. 
신룡 3년(707년) 7월, 사타충의는 태자 이중준(절민태자)이 일으킨 궁중 쿠데타에 가담하였으나 당 조정으로 돌아선 천기에 의해 죽임을 당했다. 